# Hartshill Castle

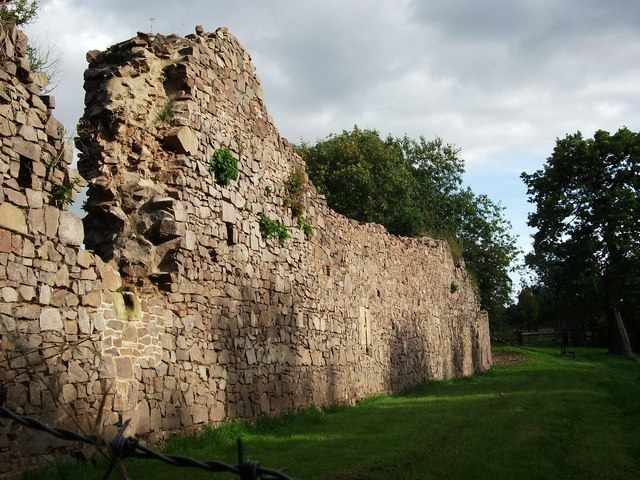
Reste der westlichen Kurtine von Hartshill Castle

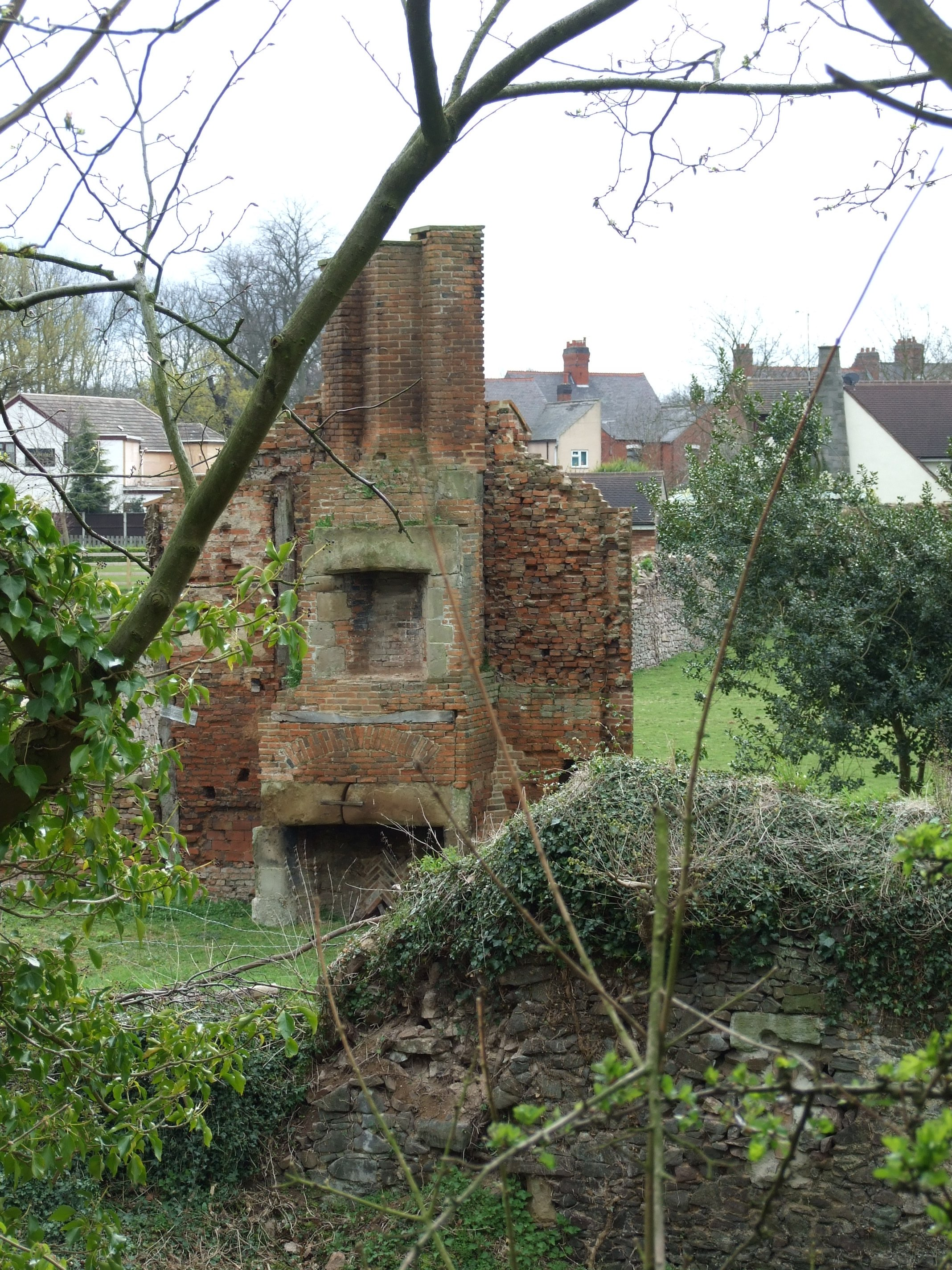
Der übriggebliebene Kamin des Herrenhauses aus den 1560er-Jahren

Hartshill Castle ist eine Burgruine im Dorf Hartshill in den Außenbezirken von Nuneaton in der englischen Grafschaft Warwickshire.

## Besiedelung und Vorgeschichte
An keiner anderen Stelle in Warwickshire findet man so viele Beweise für die ununbrochene Besiedelung seit frühester Zeit wie in der Hügelkette von Hartshill und Oldbury.
In der Steinzeit (um 10.000 v. Chr.) lebten schon Stämme hier. Sie waren Nomaden, die zwar keine weiten Wanderungen unternahmen, aber doch in der Gegend auf der Suche nach Feuerstein herumzogen; den sie zur Herstellung von Werkzeugen und Waffen brauchten. Sie fanden ihn im Geschiebelehm am Fuß der Hügelkette von Hartshill in der Nähe des Flusses Anker. Überreste von Artefakten aus Feuerstein aus der Steinzeit und Knochen von Rothirschen und Wollnashörnern fand man im Sand und Kies in Flussnähe bei Witherly.
Über die Jahrhunderte prägten Stämme der Stein- und Bronzezeit, Angelsachsen, Dänen und Normannen, die Gegend.
Im Domesday Book von 1086 taucht Hartshill als „Ardreshill“ auf. 13 Familien lebten hier, als die Wege durch die Wälder noch schlecht und schwierig zu finden waren.

## Burg
Im Jahre 1125 ließ Hugh de Hardreshull, der das Gelände als Lehen bekommen hatte, über dem Athestone eine Motte errichten. Die Mauern waren aus Holz und den Mound krönte ein hölzerner Turm. Dort wohnte der Grundherr und er diente auch als Aussichts- und Wachturm. Das erste steinerne Gebäude auf der Burg war im 13. Jahrhundert eine Kapelle. Der Sohn von Hugh de Hardreshull, Robert de Hardreshull (oder Hartshill), fiel zusammen mit Simon de Montford 1265 in der Schlacht von Evesham, die Burg wurde von da an nicht mehr genutzt.
1330 ließ ein John de Hardreshull sie wieder aufbauen. Er ließ eine Kurtine, 1,2 Meter dick und 5 Meter hoch, aus Granit errichten. Sie war mit kreuzförmigen Schießscharten in Sandsteinen versehen. König Heinrich VII. war irgendwann vor der Schlacht von Bosworth dort zu Gast. Später wurde das Anwesen durch Kriegseinwirkungen zerstört.
Heute ist von der Burg ein Wassergraben auf der Westseite erhalten, ebenso wie das Nordtor und Spuren des Westtors. Es gibt allerdings keine Hinweise auf den Haupteingang von Süden. Man nimmt auch an, dass sich ein Turm in der Südwestecke befand.

## Herrenhaus
In der Zeit der Tudors, um 1560, ließen Michael und Edmund Parker, die das Anwesen gepachtet hatten, ein Fachwerkherrenhaus in der Nordostecke des Burghofes errichten. Es wurde in den 1950er-Jahren abgerissen; nur noch ein Kamin in der Nordostecke ist bis heute erhalten.